# Tsubasa Adachi
Tsubasa Adachi (født 6. september 2000) er en japansk fodboldspiller, som spiller for den japanske fodboldklub Gamba Osaka.